# Chaetostoma jegui
Chaetostoma jegui är en fiskart som beskrevs av Rapp Py-daniel, 1991. Chaetostoma jegui ingår i släktet Chaetostoma och familjen Loricariidae. Inga underarter finns listade i Catalogue of Life.